# Eunicella singularis
La gorgonia bianca (Eunicella singularis Esper, 1791) è un ottocorallo della famiglia Gorgoniidae che cresce su fondali rocciosi solitamente fino ad un massimo di 30 metri, ben illuminati e con temperatura compresa tra 18 e 20 °C.

## Descrizione
Colonia arborescente di colore bianco, con polipi bruni poco sporgenti, che si erge fino a 40–50 cm di altezza. Vive su fondali ben illuminati di natura rocciosa o in zone detritiche ad una profondità massima di 30 metri.

## Distribuzione e habitat
È una specie tipica del Mar Mediterraneo ove popola i fondali rocciosi a partire dai 20 metri e fino ai 30 di profondità, privilegiando gli anfratti poco raggiunti dalla luce.